# 瑪麗亞·克萊曼丁娜 (奥地利女大公)
瑪麗亞·克萊曼丁娜（義大利語：Maria Clementina，1777年4月24日—1801年11月15日）是奥地利女大公和那不勒斯王妃。
瑪麗亞·克萊曼丁娜是神圣罗马帝国皇帝利奥波德二世和西班牙公主瑪麗亞·路易莎的女兒。1797年，她和那不勒斯王国的王子弗朗切斯科在福賈结婚。她和弗朗切斯科是表姐弟，后者的母亲是她的姑母玛丽亚·卡洛琳娜。
瑪麗亞·克萊曼丁娜婚后诞下一子一女，其中只有长女活到成年。1801年，她因病去世。